# Somalische piraterij

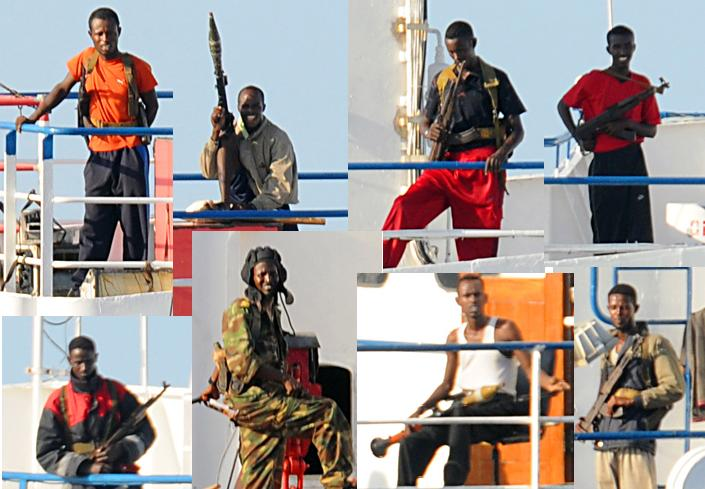
Een fotomontage van Somalische piraten.

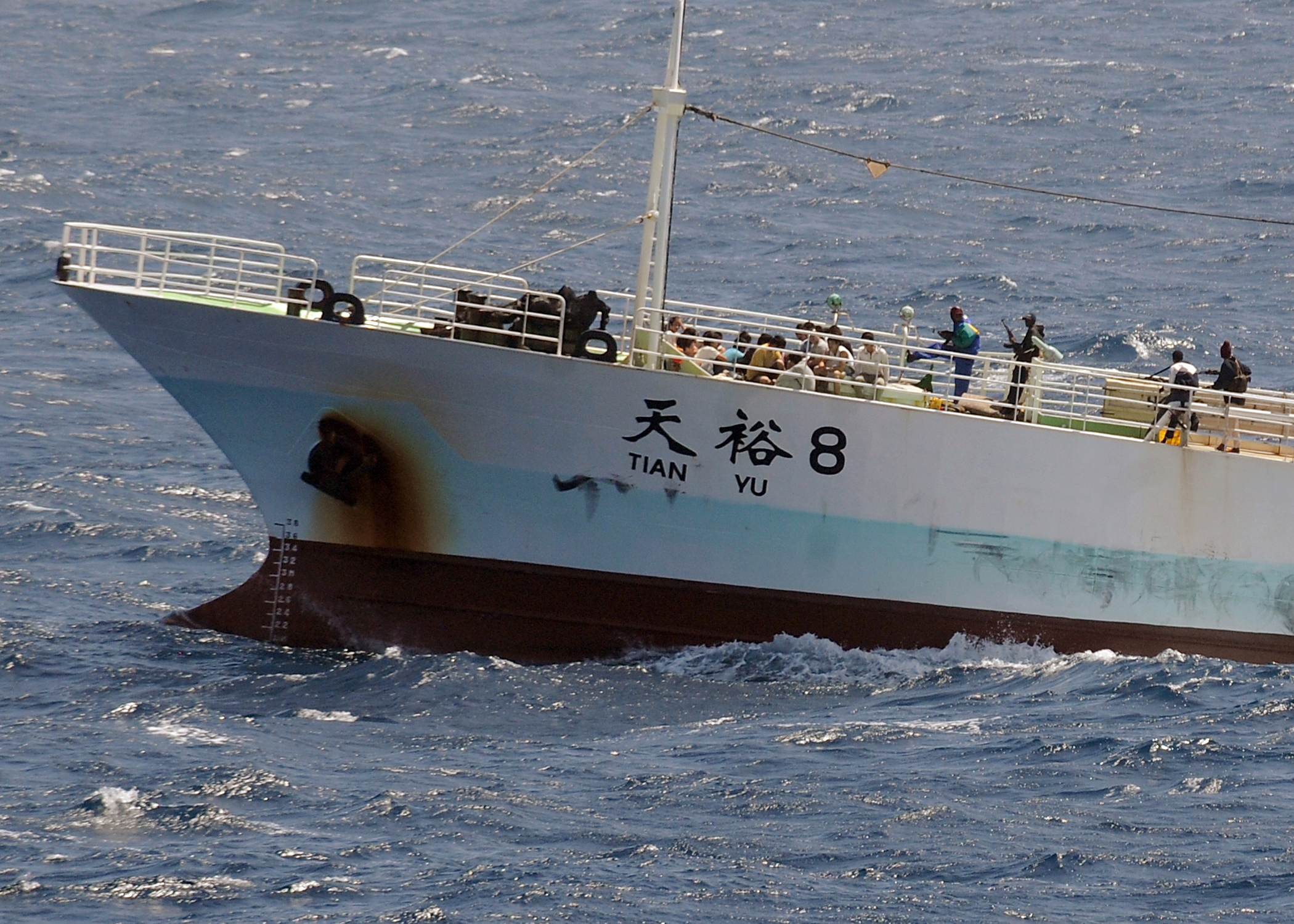
Piraten gijzelen de bemanning van een Chinese vissersboot.

Somalische piraterij is een bedreiging voor de internationale scheepvaart sinds het begin van de burgeroorlog in Somalië in het begin van de jaren 1990. Sinds 2005 maken verschillende internationale organisaties, zoals de International Maritime Organization en het Wereldvoedselprogramma zich zorgen over de toename van de piraterij.

## Oorzaak
In de jaren 1980, nog voor het uitbreken van de Somalische Burgeroorlog, lanceerden de Somalische autoriteiten een ontwikkelingsprogramma voor de kustgebieden. Duizenden nomaden werden vanwege droogte uit de binnenlanden verhuisd om te werken in kustvisserij. De ambachtelijke visproductie als het aantal mensen dat afhankelijk werd van kleinschalige visserij nam hierdoor enorm toe. Door de burgeroorlog die in 1991 uitbrak stortte Somalische overheid in, waardoor buitenlandse vissersvloten (illegaal) binnen de Somalische Exclusieve Economische Zone (EEZ) konden opereren.
De buitenlandse vissers gebruikten technieken ten behoeve van massavangst die ook de habitat van de vissen beschadigden, waaronder sleepnetten, explosieven en pulsvisserij. Ook werden afval en afgedankte schepen in de Somalische wateren gedumpt. Als reactie hierop gingen Somaliërs de zee op om de buitenlandse vissers te bevechten. Gedurende de burgeroorlog werd de piraterij in het westen van de Indische Oceaan veel georganiseerder, geavanceerder en dodelijker. Dit kon onder andere gebeuren doordat sommige vissersschepen zich begonnen te bewapenen en rederijen deals sloten met krijgsheren voor bescherming. Beroofd van inkomsten richten de Somaliërs zich tevens op de commerciële vaart langs in de Indische Oceaan en begonnen ze schepen te kapen.

## Geschiedenis
De Somalische kustwateren en de wijde omgeving daarvan worden sinds het begin van de burgeroorlog in het begin van de jaren 1990 geplaagd door piraterij. Aangezien de piraten niets te verliezen hebben, haalt de aanwezigheid van internationale oorlogsschepen weinig uit.
Volgens de Keniaanse minister van Buitenlandse Zaken hebben Somalische piraten meer dan 150 miljoen dollar losgeld gekregen in de 12 maanden van november 2007 tot november 2008.
Op 7 oktober 2008 heeft de Veiligheidsraad van de Verenigde Naties Resolutie 1838 aangenomen waarbij landen met boten in de regio opgeroepen worden militaire actie te ondernemen om de kapingen te onderdrukken.
De Europese vereniging van baggeraars, de EUDA (European Dredging Association), roept de internationale gemeenschap op om de strijd tegen de piraterij beter, gecoördineerder en intenser aan te pakken. Tevens vragen zij aandacht voor de kern van het probleem: de ellendige economische situatie waarin het grootste deel van de Somalische bevolking zich bevindt.
In maart 2024 sloegen de piraten opnieuw toe, ditmaal met de kaping van een Bengaalse bulkcarrier, waarna losgeld werd geëist.

## Omvang van het fenomeen
Op het hoogtepunt in 2011 vonden er 237 aanvallen door Somalische piraten plaats. In 2014 was dit aantal gedaald tot twaalf en daarna zakte het nog verder. Van 2013 tot en met 2016 was er geen enkele succesvolle kaping. In maart 2017 vond er weer een kaping plaats, ditmaal van een vrachtschip uit Sri Lanka.

## Belgisch schip
Op 18 april 2009 werd de Belgische steenstorter Pompeï, eigendom van het baggerbedrijf DEME, in onderaanneming en met een bemanning van Jan De Nul, gekaapt op 700 km buiten de Somalische kust, met tien bemanningsleden aan boord. Volgens persagentschap Reuters wilden de kapers naar de havenstad Harardheere, al jaren een bolwerk van piraterij.
Het gekaapte schip verzond vroeg in de ochtend een stil alarm (Ship Security Alert System) toen het een 150-tal km ten noorden van de Seychellen voer. Later, iets voor 6 uur, werd een internationaal alarm verspreid om te melden dat het schip ten prooi gevallen was aan piraten. Aan boord bevonden zich een Nederlandse kapitein, vier Kroaten, drie Filipijnen en twee Belgen.
Op 28 juni 2009 werd het schip en de bemanning vrijgegeven nadat het bedrijf losgeld had betaald.
In oktober 2013 werd de vermoedelijke opdrachtgever Mohammed Abdi Hassan naar België gelokt en gearresteerd. Undercoveragenten hadden hem wijsgemaakt dat hij zou worden geïnterviewd voor een film over het piratenleven. Het strafproces ging in september 2015 van start voor de correctionele rechtbank van Brugge.

## Maatregelen en bescherming

#### Zelfverdediging
Het probleem van piraterij in Somalië heeft ertoe geleid dat er verschillende beschermingsmaatregelen genomen zijn. De vierde uitgave van het handboek Best Management Practises to Deter Piracy off the Coast of Somalia and in the Arabian Sea Area (BMP 4) geeft een handleiding voor schepen en de bescherming tegen piraterij bij Somalië en in de Arabische Zee. Het boek bevat onder andere een hoofdstuk waarin verschillende maatregelen beschreven staan die kunnen ondernomen worden ter zelfverdediging, zodat er beter weerstand geboden kan worden tegen de eventuele aanvallen die een schip te verwerken krijgt. Hieronder een lijst met de belangrijkste maatregelen:
- Prikkeldraad: doordat de piraten met kleine (vissers)bootjes de schepen benaderen en dan via een ladder aan boord proberen gaan, is een van de maatregelen het beschermen van de reling met prikkeldraad. Op alle plaatsen waar het dek betreden kan worden van buitenaf wordt er prikkeldraad gespannen. Dit maakt het moeilijker voor de piraten om aan boord te komen.
- Water: het spuiten van water overboord zorgt ervoor dat het aan boord komen van buitenaf aanzienlijk bemoeilijkt wordt.
- Specifiek alarm
- Bescherming van de brug tegen kogels
- “Citadel”: dit is een ruimte waar de crew zich in kan terugtrekken wanneer de boot wordt aangevallen door piraten. Deze ruimte kan van binnenuit gesloten worden. Vanuit deze citadel kan de stroom naar de brug stilgelegd worden, zodat het schip onbestuurbaar wordt. Er is ook een beperkte voorraad aan voedsel en drank aanwezig. Verder bevindt er zich ook hier een knop die het Ship Security Alert System activeert dat de autoriteiten waarschuwt.
- “Gewapende” poppen
- Afvuren van vuurpijlen naar de piraten

In de meeste landen is het verboden voor schepen om zichzelf te bewapenen. Niemand van de bemanningsleden mag een wapen aan boord hebben, laat staan gebruiken. Door de aanhoudende problemen met piraterij hebben verschillende overheden echter al de toestemming gegeven om gewapende professionals aan boord te nemen voor de doortocht door de Arabische Zee.

#### Militaire bescherming
Er zijn drie grote militaire vloten die controle houden over de regio. De drie gevechtsgroepen zijn: Combined Task Force 150, Combined Task Force 151 en Operation Atalanta. De acties van deze eenheden worden gecoördineerd op een maandelijkse zitting genaamd Shared Awareness and Deconfliction (SHADE). Deze zitting wordt bijgewoond door afgevaardigden van de NAVO, de EU en de Combined Maritime Forces (CMF).